# Харуцуки
Харуцуки (яп. 春月, «Весенняя Луна») — японский эскадренный миноносец времён Второй Мировой войны типа «Акидзуки».

## Строительство
Корпус корабля был заложен 23 декабря 1943 года на стапеле Морского арсенала в Сасебо, спущен на воду 25 сентября 1944 года. Вступил в строй 28 декабря 1944 года.

## История службы
После вступления в строй «Харуцуки» был зачислен в состав 11-го дивизиона эскадренных миноносцев. 20 января 1945 года назначен флагманом 103-го эскортного дивизиона. До конца войны не покидал Внутреннего моря, не приняв никакого участия в военных действиях. 5 октября 1945 года исключён из списков ВМФ Японии, позднее использовался для перевозки репатриантов.
7 июля 1947 года корабль был передан по репарациям СССР (с демонтированным вооружением, но исправными механизмами), и 28 августа того же года в Находке был принят советским экипажем, на нём был поднят флаг ВМФ СССР. Первоначально он назывался «Внимательный», но 25 сентября получил название «Внезапный», под которым и был зачислен в 63-й дивизион отряда лёгких сил Тихоокеанского флота.
15 апреля 1948 года «Внезапный» был законсервирован, а 28 апреля 1949 года переклассифицирован в учебный корабль «Оскол». На нём было установлено советское радиоэлектронное оборудование, вооружение из 21-го 37-мм зенитных автоматов 61К, часть помещений была переоборудована под учебные классы.. В 1951 году «Оскол» был поставлен на средний ремонт (в ходе него планировалось и установить полноценное вооружение) на судоремонтном заводе № 202, однако он начался лишь осенью 1953 года и не был завершён в полном объёме. 12 марта 1955 года бывший эсминец был переклассифицирован в плавучую казарму «ПКЗ-65», а 2 июня того же года в корабль-цель «ЦЛ-64». В этом качестве он прослужил более 10 лет, пока 27 августа 1965 года вновь не стал плавучей казармой «ПКЗ-37».
4 июня 1969 года отслуживший 25 лет корабль был исключён из списков ВМФ СССР и сдан на слом.

## Командиры
20.11.1944 — 5.10.1945 капитан 2 ранга (тюса) Сатору Кохама (яп. 古浜智).